# گریمبورگ
گریمبورگ (به آلمانی: Grimburg) یک شهر در آلمان است که در تریر-زاربورگ واقع شده‌است. گریمبورگ ۵۴۴ نفر جمعیت دارد.